# فریزنهایم (بادن-وورتمبرگ)
فریزنهایم (به آلمانی: Friesenheim) یک شهر در آلمان است که در ارتناوکرایس واقع شده‌است.

## خواهرخوانده
شهرهای Tavaux و هربسهایم خواهرخوانده‌های فریزنهایم (بادن-وورتمبرگ) هستند.